# Zhao Shiyan

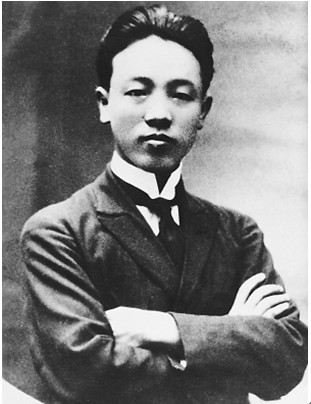
Zhao Shiyan, 1927

Zhao Shiyan (chinesisch 赵世炎; * 13. April 1901 in Chongqing; † 19. Juli 1927 in Shanghai) war ein chinesischer Revolutionär und Gründungsmitglied der Kommunistischen Partei Chinas.
Im Mai 1920 verließ Zhao China, um in Frankreich zu arbeiten und zu studieren. In Frankreich fand er Anschluss an chinesische Arbeiter, die mit kommunistischem Gedankengut in Kontakt gekommen waren; ab 1921 gab er zusammen mit Li Lisan eine Zeitung heraus. Später gehörte er zusammen mit Zhou Enlai und Zhang Shenfu zu den Gründungsmitgliedern einer kommunistischen Jugendorganisation in Europa. Im Jahr 1923 ging er nach Moskau, um an der Kommunistischen Universität der Werktätigen des Ostens zu studieren, kehrte jedoch bereits 1924 nach China zurück.
Nach seiner Rückkehr nach China wurde er Sekretär der Pekinger Parteiorganisation. In dieser Funktion war er in die Planung und Ausführung der Streiks der Matrosen und Bergleute in Tianjin und Tangshan involviert. Im Jahr 1926 wurde er Sekretär der Parteiorganisation von Shanghai und Zhejiang und organisierte die drei großen Arbeiterstreiks von Shanghai mit.
Am 2. Juli 1927 verhafteten Kuomintang-Polizisten Zhao Shiyan und richteten ihn am 19. Juli hin.
| Personendaten    | Personendaten                                                                     |
| ---------------- | --------------------------------------------------------------------------------- |
| NAME             | Zhao Shiyan                                                                       |
| ALTERNATIVNAMEN  | 赵世炎 (chinesisch)                                                               |
| KURZBESCHREIBUNG | chinesischer Revolutionär und Gründungsmitglied der Kommunistischen Partei Chinas |
| GEBURTSDATUM     | 13. April 1901                                                                    |
| GEBURTSORT       | Chongqing                                                                         |
| STERBEDATUM      | 19. Juli 1927                                                                     |
| STERBEORT        | Shanghai                                                                          |